# پولستار

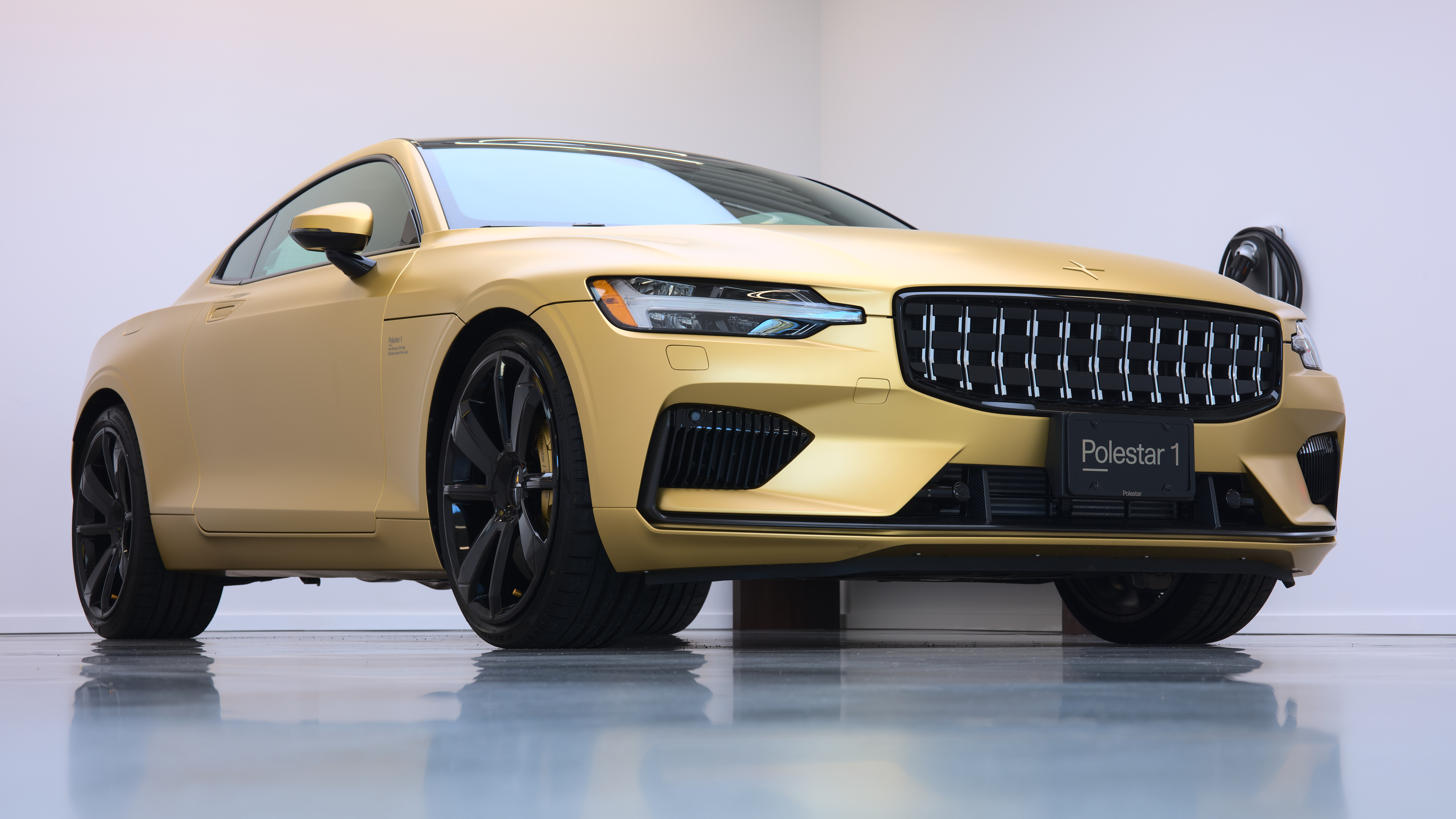
پولستار ۱

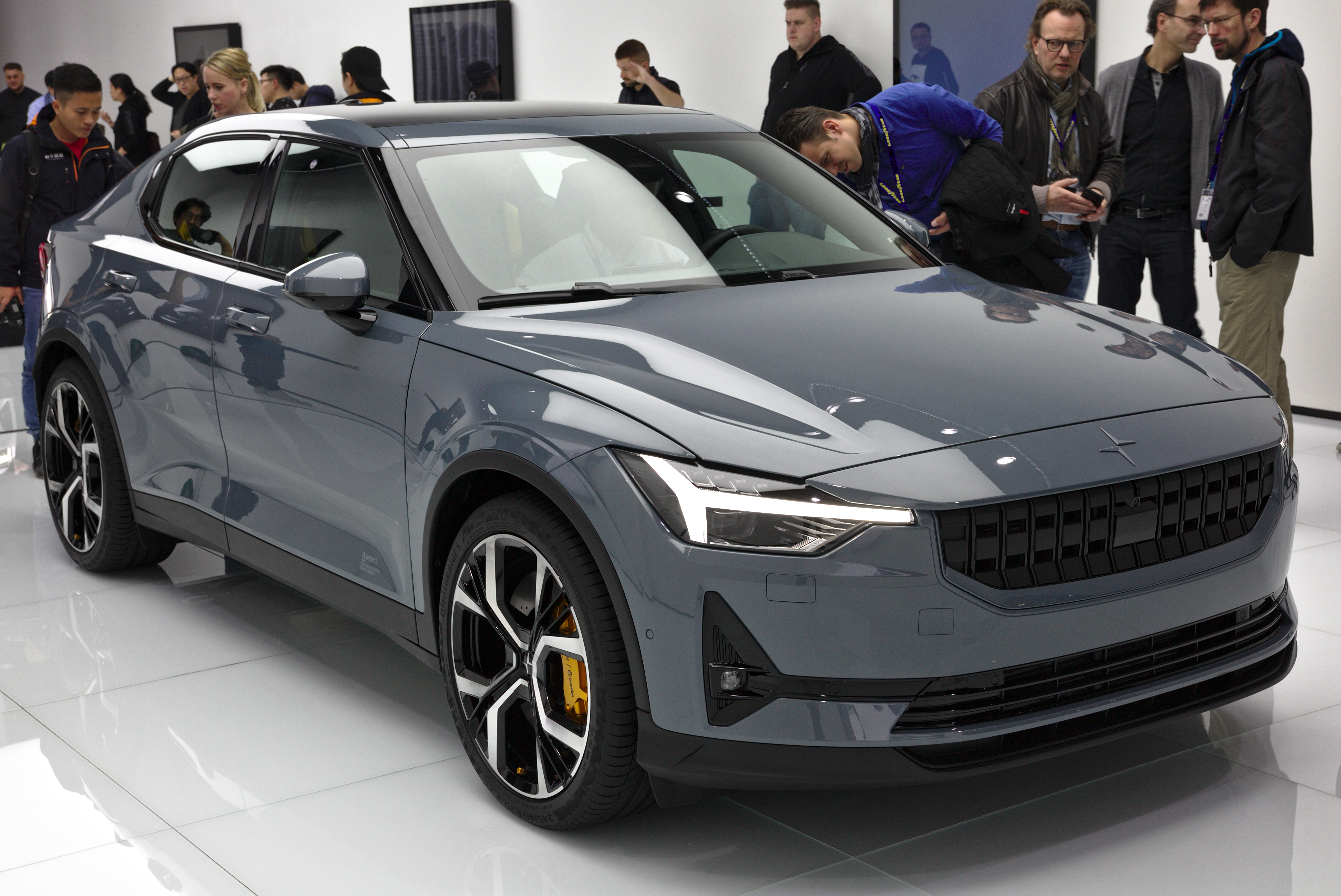
پولستار ۲

پولستار (به انگلیسی: Polestar) یک شرکت و برند برای خودروهای عملکردی شرکت ولوو کارز است که در گوتنبرگ سوئد قرار دارد. پولستار در زمینهٔ توسعهٔ خودروهای عملکردی برقی پرداخته و در کنار آن به ساخت نمونه‌هایی از خودروهای ولوو با عملکرد بالا و ارائه بروزرسانی‌های فنی و ظاهری برای بهبود مدل‌های شرکت ولوو مشغول است. تا سال ۲۰۱۵، و پیش از اعلام خریداری شرکت پولستار توسط ولوو، پولستار پرفورمنس در کنار پولستار ریسینگ بخشی از شرکت پولستار بود. پس از خریداری این شرکت توسط ولوو، تیم مسابقات همچنان تحت مدیریت کریستین دال باقی ماند و نام آن از پولستار ریسینگ به سیان ریسینگ تغییر یافت.
در ژوئن ۲۰۱۷، ولوو اعلام کرد که شرکت پولستار قصد دارد جهت رقابت با برندهایی همچون تسلا موتورز، خودروهای عملکردی الکتریکی پیشرفته‌ای را با برند و نشان خود به تولید برساند.

## مروری بر پیشینه
- ۱۹۹۶: شرکت مهندسی فلش در سوئد، جهت آماده‌سازی خودروهای تورینگ ولوو برای شرکت در مسابقات قهرمانی خودروهای تورینگ سوئد (STCC) تأسیس شد. اولین خودرو ولووی ۸۵۰ سوپر تورینگ بود که توسط تام والکینشاو ریسینگ (TWR) ساخته شد.
- ۱۹۹۸: ولوو اس۴۰ سوپر تورینگ، ساختهٔ تام والکینشاو ریسینگ، در مسابقات شرکت داده‌شد.
- ۲۰۰۳: ولوو اس۶۰ اس۲۰۰۰، که در اصل توسط پرودرایو ساخته شده و بوسیلهٔ مهندسی فلش توسعه یافته بود، برای شرکت در مسابقات استفاده شد.
- ۲۰۰۴: شرکت مهندسی فلش توسط کریستین دال خریداری شد.
- ۲۰۰۵: نام تجاری مهندسی فلش به پولستار تغییر یافت.
- ۲۰۰۹: ولوو سی۳۰ اس۲۰۰۰ اولین پروژهٔ مسابقه‌ای بود که کاملاً توسط پولستار توسعه یافت. در این سال، پولستار به همکار رسمی ولوو در بهبود خودروهای موجود ولوو تحت نام پولستار پرفورمنس بدل شد. بخش مسابقاتی این شرکت نیز پولستار ریسینگ نام گرفت.
- ۲۰۱۰: پولستار اولین خودروی جاده‌ای خود با نام ولوو سی۳۰ پولستار مفهومی را معرفی کرد.
- ۲۰۱۲: پولستار دومین خودروی جاده‌ای خود با نام ولوو اس۶۰ پولستار مفهومی را معرفی کرد.
- ۲۰۱۳: ولوو اس۶۰ پولستار و ولوو وی۶۰ پولستار بعنوان اولین خودروهای جاده‌ای تولیدی معرفی شدند.
- ۲۰۱۵: برندهای پولستار و پولستار پرفورمنس توسط شرکت ولوو خریداری شدند. پولستار ریسینگ تحت مالکیت کریستین دال باقی ماند و نام آن به سیان ریسینگ تغییر یافت.
- ۲۰۱۷: ولوو اعلام کرد که شرکت پولستار قصد دارد به عنوان یک خودروساز مستقل به توسعهٔ خودروهای عملکردی الکتریکی پیشرفته با برند پولستار بپردازد. در این سال تغییرات جزئی در نشان‌وارهٔ پولستار اعمال شد و صلیب با دایره‌ای کوچک در وسط، با دو پیکان جایگزین شد. در اکتبر ۲۰۱۷ پولستار اولین مدل خود را با نام پولستار ۱ معرفی کرد.
- ۲۰۱۹: از اولین خودروی تولید انبوه این شرکت با نام پولستار ۲ رونمایی شد.

## محصولات

### خودروها

#### خودروهای تولیدی
شرکت پولستار به تولید خودروهای عملکردی جاده‌ای بر پایه مدل‌های ولوو و تحت برند خودروهای مهندسی‌شدهٔ پولستار (پولستار انجینیرد کارز) پرداختهو در کنار آن مدل‌های تولیدی خود را نیز با برند پولستار تولید و عرضه می‌کند. اولین خودروی تولیدی با برند پولستار با نام پولستار ۱ و در تاریخ ۱۷ اکتبر ۲۰۱۷ رونمایی شد. پولستار ۱، که یک خودروی کوپهٔ لوکس ۲+۲ است، با الهام از مدل مفهومی ولوو کانسپت کوپه که در سال ۲۰۱۳ رونمایی شد طراحی شده و از خودروی تاریخی ولوو پی۱۸۰۰ نیز تأثیر پذیرفته‌است. پیشرانهٔ این خودرو از نوع اتصال برقی هایبرید تشکیل شده از یک موتور درون‌سوز و موتورهای برقی، با مجموع نیروی خروجی ۶۰۰ اسب بخار (۴۴۷ کیلووات) و گشتاور ۱٬۰۰۰ نیوتن متر (۷۳۸ پوند-فوت) است. توان و گشتاور تولیدی این پیشرانه توسط دو موتور برقی با قدرت ۱۱۰ اسب بخار (۸۲ کیلووات) در شرایط مختلف به صورت بُرداری بین دو چرخ عقب تقسیم می‌شود. پولستار ۱ دارای یک باتری با ظرفیت ۳۴ کیلووات-ساعت (۴۶ اسب بخار-ساعت) است و در حالت تمام برقی قادر است مسافتی معادل ۱۵۰ کیلومتر (۹۳ مایل) را با یک بار شارژ کامل باتری طی کند. تولید این مدل از اواسط سال ۲۰۱۹ میلادی با حجم تولید حداکثر ۵۰۰ دستگاه در سال (بیشتر بر اساس ثبت سفارش)، در کارخانهٔ تازه تأسیس «مرکز تولید پولستار» در چنگدو کشور چین آغاز خواهد شد. همچنین شرکت پولستار اعلام کرده‌است خودروی اندازه متوسط تمام برقی پولستار ۲ نیز در سال ۲۰۱۹ عرضه خواهد شد. از این خودرو در تاریخ ۲۷ فوریهٔ ۲۰۱۹ در نمایشگاه خودرو ژنو رونمایی شد. فاز ابتدایی معرفی محصولات شرکت پولستار، با معرفی یک مدل دیگر از نوع شاسی‌بلند تمام برقی با نام پولستار ۳ تکمیل خواهد شد.

#### خودروهای مفهومی
شرکت پولستار به طراحی خودروهای مفهومی مختلف نیز پرداخته‌است. اولین و مشهورترین این مدل‌های مفهومی خودروی ولوو سی۳۰ پولستار پرفورمنس پروتوتایپ مفهومی (۲۰۱۰) با قدرتی بیش از ۳۹۹ اسب بخار (۲۹۸ کیلووات) و گشتاور ۵۱۰ نیوتن متر (۳۷۶ پوند-فوت) است.
ولوو اس۶۰ پولستار مفهومی، که به عنوان جانشینی برای مدل سی۳۰ پولستار در ژوئن ۲۰۱۲ معرفی شد، مجهز به یک موتور تقویت‌شدهٔ تی۶ با توان ۵۰۸ اسب بخار (۳۷۹ کیلووات) است. این خودرو دارای شتاب ۰–۱۰۰ کیلومتر بر ساعت (۰–۶۲ مایل بر ساعت) ۳٫۹ ثانیه و حداکثر سرعت بیش از ۳۰۰ کیلومتر بر ساعت (۱۹۰ مایل بر ساعت) است. این خودرو در سال ۲۰۱۳ توسط مجلهٔ خودرویی آمریکایی موتور ترند در پیست مسابقه ودرتک لاگونا سکا مورد آزمایش قرار گرفت و توانست رکورد دور پیست برای خودروهای چهار در را از آن خود کند. زمان یک دور پیست این خودرو با زمانی ثبت شده برای آئودی آر۸ برابر بود.
| سال معرفی | مدل                            | نوع    | پیشرانه                                               | انتقال قدرت                  |
| --------- | ------------------------------ | ------ | ----------------------------------------------------- | ---------------------------- |
| ۲۰۰۹      | ولوو سی۳۰ پولستار مفهومی       | مفهومی | ۵ سیلندر، ۲۵۰۰ سی‌سی، توربوشارژ، ۳۹۹ اسب بخار          | تمام‌چرخ محرک، ۶ سرعتهٔ دستی   |
| ۲۰۱۲      | ولوو اس۶۰ پولستار مفهومی       | مفهومی | ۶ سیلندر، ۳۰۰۰ سی‌سی، توربوشارژ، ۵۰۸ اسب بخار          | تمام‌چرخ محرک، ۶ سرعتهٔ دستی   |
| ۲۰۱۳      | ولوو اس/وی۶۰ پولستار           | تولیدی | ۶ سیلندر، ۳۰۰۰ سی‌سی، توربوشارژ، ۳۵۰ اسب بخار          | تمام‌چرخ محرک، ۶ سرعتهٔ خودکار |
| ۲۰۱۶      | ولوو اس/وی۶۰ پولستار درایو-ئی  | تولیدی | ۴ سیلندر، ۱۹۶۹ سی‌سی، توربوشارژ، ۳۶۷ اسب بخار          | تمام‌چرخ محرک، ۸ سرعتهٔ خودکار |
| ۲۰۱۷      | پولستار ۱                      | تولیدی | ۴ سیلندر، ۱۹۶۹ سی‌سی، اتصال برقی هایبرید، ۶۰۰ اسب بخار | تمام‌چرخ محرک، ۸ سرعتهٔ خودکار |
| ۲۰۱۸      | ولوو اس۶۰ تی۸ پولستار انجینیرد | تولیدی | ۴ سیلندر، ۱۹۶۹ سی‌سی، اتصال برقی هایبرید، ۴۱۵ اسب بخار | تمام‌چرخ محرک، ۸ سرعتهٔ خودکار |
| ۲۰۱۹      | پولستار ۲                      | تولیدی | EFAD + ERAD مجموع نیرو ۳۰۰ کیلووات                    | ۱ سرعتهٔ دنده ثابت            |